# Giovanni Battista Riccioli
Giovanni Battista Riccioli (n. 17 aprilie 1598, Ferrara, Statele Papale – d. 25 iunie 1671, Bononia, Statele Papale) a fost un preot catolic iezuit și astronom italian. A predat la Universitatea din Pavia și la cea din Bologna.

## Biografie
În 1650 Giovanni Battista Riccioli a fost primul care a notat că Mizar este o stea dublă. În 1651 a publicat lucrarea Almagestum novum, în care repune problema sistemului heliocentric formulat de Copernic.
Împreună cu părintele Francesco Grimaldi, a studiat relieful accidentat al Lunii și a atribuit acestor forme de relief nume inspirate din țara lor.
În onoarea lui Giovanni Battista Riccioli, craterul lunar Riccioli a primit numele său.

## Opere

### Astronomie
- Geographicae crucis fabrica et usus ad repraesentandam ... omnem dierum noctiumque ortuum solis et occasum, Bologna, 1643;
- Almagestum novum astronomiam veterem novamque complectens observationibus aliorum et propriis novisque theorematibus, problematibus ac tabulis promotam, tomurile I-III, Bologna, 1651;
- Geographiae et hydrographiae reformatae libri duodecim, Bologna, 1661 (ediția a II-a, Veneția, 1672);
- Astronomia reformata, tomurile I-II, Bologna, 1665;
- Vindiciae calendarii Gregoriani adversus Franciscum Leveram, Bologna, 1666;
- Apologia R.P.Io. Bapt. Riccioli Societatis Iesu pro argumento physicomathematico contra systema Copernicanum, Veneția, 1669;
- Chronologiae reformatae et ad certas conclusiones redactae tomus primus, tomurile I-III, Bologna, 1669;
- Tabula latitudinum et longitudinum, Viena, 1689.

### Teologie
- Evangelium unicum Domini nostri Jesu Christi ex verbis ipsis quatuor Evangelistarum conflatum ..., Bologna, 1667;
- Immunitas ab errore tam speculativo quam practico definitionum S. Sedis Apostolicae in canonizatione Sanctorum ..., Bologna, 1668;
- De distinctionibus entium in Deo et in creaturis tractatus philosophicus ac theologicus, Bologna, 1669.